# Pedro Carvalho
Pedro Carvalho (ur. 29 czerwca 1984 w Lizbonie) – portugalski rugbysta grający na pozycji skrzydłowego, reprezentant kraju, uczestnik Pucharu Świata w 2007 roku.
Podczas kariery sportowej związany był z klubami Grupo Desportivo Direito i Rugby Club Lisboa, z którymi występował również w europejskich pucharach.
W reprezentacji Portugalii w latach 2004–2007 rozegrał łącznie 27 spotkań zdobywając 25 punktów. W 2007 roku został powołany na Puchar Świata, na którym wystąpił w trzech meczach swojej drużyny. W pojedynku ze Szkocją zdobył pierwsze w historii portugalskiego rugby przyłożenie w finałach tego turnieju.
Był też członkiem kadry kraju w rugby siedmioosobowym, z którą wystąpił między innymi na Pucharze Świata w 2005.